# Nectria mammoidea
Nectria mammoidea är en svampart som beskrevs av W. Phillips & Plowr. 1875. Nectria mammoidea ingår i släktet Nectria och familjen Nectriaceae.   Inga underarter finns listade i Catalogue of Life.
I den svenska databasen Dyntaxa används istället namnet Thelonectria discophora för samma taxon.  Arten är reproducerande i Sverige.